# Landtagswahl in Salzburg 1964
- SPÖ: 13
- ÖVP: 15
- FPÖ: 4

Die Landtagswahl in Salzburg 1964 wurde am 26. April 1964 durchgeführt und war die fünfte Landtagswahl im Bundesland Salzburg in der 2. Republik. Die Österreichische Volkspartei (ÖVP) konnte dabei mit einem Plus von 1,6 Prozent ein Mandat hinzugewinnen und stellte mit einem Stimmenanteil von 44,9 Prozent 15 Mandate im neugewählten Landtag. Auch die Sozialistische Partei Österreichs (SPÖ) konnte ihr Ergebnis der Landtagswahl 1959 steigern und gewann 2,3 Prozent hinzu, womit die SPÖ ihren Mandatsstand von 13 Mandaten halten konnte. Wahlverlierer war die Freiheitliche Partei Österreichs (FPÖ), die 4,3 Prozent verlor und eines ihrer bisher fünf Mandate einbüßte. Die Kommunistische Partei Österreichs (KPÖ) scheiterte hingegen mit 1,2 Prozent ebenso am Einzug in den Landtag wie die erstmals kandidierende Europäische Föderalistische Partei (EFP), die ebenfalls 1,2 Prozent erreichte.
Der Landtag der 5. Gesetzgebungsperiode konstituierte sich in der Folge am 19. Juni 1964 und wählte die Landesregierung Lechner II zur neuen Salzburger Landesregierung. 

## Gesamtergebnis
|                                          | Ergebnisse 1964  | Ergebnisse 1964  | Ergebnisse 1964  | Ergebnisse 1959  | Ergebnisse 1959  | Ergebnisse 1959  | Differenzen | Differenzen | Differenzen |
| ---------------------------------------- | ---------------- | ---------------- | ---------------- | ---------------- | ---------------- | ---------------- | ----------- | ----------- | ----------- |
| Wahlberechtigte                          | 232.355          | 232.355          | 232.355          | 214.991          | 214.991          | 214.991          | + 17.364    | + 17.364    | + 17.364    |
| Wahlbeteiligung                          | 87,29 %          | 87,29 %          | 87,29 %          | 90,94 %          | 90,94 %          | 90,94 %          | - 3,65 %    | - 3,65 %    | - 3,65 %    |
|                                          | Stimmen          | %                | Mand.            | Stimmen          | %                | Mand.            | Stimmen     | %           | Mand.       |
| Abgegebene Stimmen                       | 202.816          |                  |                  | 195.524          |                  |                  | + 7.292     |             |             |
| Ungültig                                 | 1.899            | 0,94 %           |                  | 3.815            | 1,95 %           |                  | - 1.916     | - 1,01 %    |             |
| Gültig                                   | 200.917          | 99,06 %          |                  | 191.709          | 98,05 %          |                  | + 9.208     | + 1,01 %    |             |
| Partei                                   |                  |                  |                  |                  |                  |                  |             |             |             |
| Österreichische Volkspartei (ÖVP)        | 90.206           | 44,90 %          | 15               | 82.942           | 43,26 %          | 14               | + 7.264     | + 1,64 %    | + 1         |
| Sozialistische Partei Österreichs (SPÖ)  | 82.177           | 40,90 %          | 13               | 73.999           | 38,60 %          | 13               | + 8.178     | + 2,30 %    | ± 0         |
| Freiheitliche Partei Österreichs (FPÖ)   | 23.788           | 11,84 %          | 4                | 30.915           | 16,13 %          | 5                | - 7.127     | - 4,29 %    | - 1         |
| Kommunistische Partei Österreichs (KPÖ)  | 2.362            | 1,18 %           | 0                | 3.430            | 1,79 %           | 0                | - 1.068     | - 0,61 %    | ± 0         |
| Europäische Föderalistische Partei (EFP) | 2.384            | 1,19 %           | 0                | nicht kandidiert | nicht kandidiert | nicht kandidiert | + 2.384     | + 1,19 %    | ± 0         |
| Salzburger Heimatliste (SHL)             | nicht kandidiert | nicht kandidiert | nicht kandidiert | 423              | 0,22 %           | 0                | - 423       | - 0,22 %    | ± 0         |
| Gesamt                                   | 200.917          | 100,00 %         | 32               | 191.709          | 100,00 %         | 32               | + 9.208     |             |             |